# Lars Henrik Gass

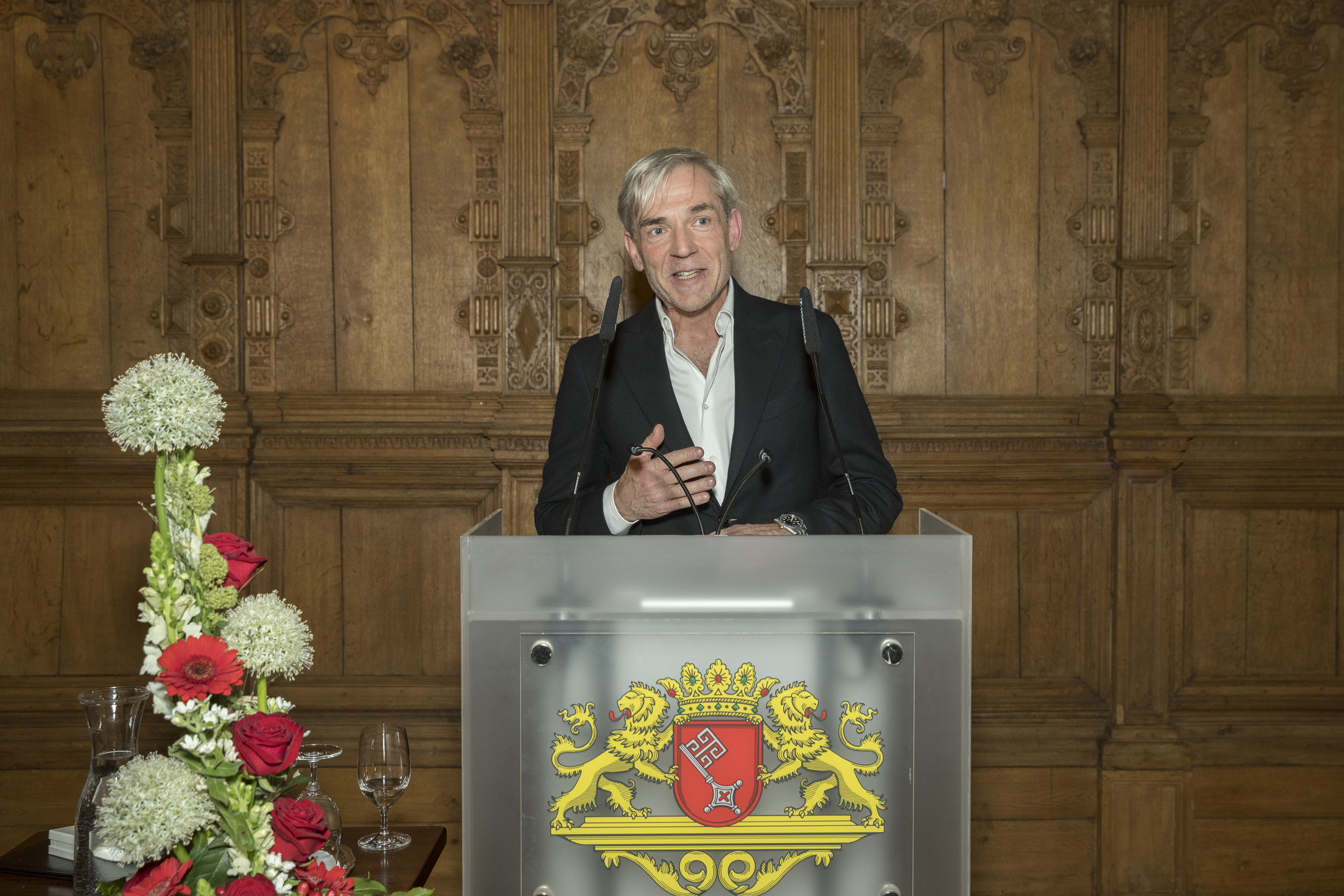
Lars Henrik Gass (2024)

Lars Henrik Gass (* 11. Juni 1965 in Kaiserslautern) ist ein deutscher Autor, Filmhistoriker und Filmkurator. Er war von Oktober 1997 bis Januar 2025 Leiter der Internationalen Kurzfilmtage Oberhausen.

## Leben
Gass ist ein Sohn von Annemarie Liebrich und Peter Gass, früherer Leiter des Kulturamts Kaiserslautern. Er studierte Literatur- und Theaterwissenschaften sowie Philosophie an der Freien Universität Berlin. Bei Karsten Witte und Winfried Menninghaus promovierte er mit einer Studie über die französische Schriftstellerin und Filmemacherin Marguerite Duras, die als Buch unter dem Titel Das ortlose Kino. Über Marguerite Duras (2001) erschien. In den Jahren 1996/97 war er Geschäftsführer des Europäischen Dokumentarfilm Instituts in Mülheim an der Ruhr und dort Gründer und Redakteur der Buchreihe Texte zum Dokumentarfilm im Verlag Vorwerk 8 sowie Mitarbeiter der Zeitschrift DOX – Documentary Film Quarterly.
Gass publizierte zahlreiche Kritiken, Essays und Vorträge zu Fotografie, Film und kulturpolitischen Themen, insbesondere zur Phänomenologie der Filmfestivals und des Kinos sowie zur Entwicklung von Kulturförderung und Filmförderung. Für das Kino fordert er eine „geregelte Musealisierung“, wie sie auch für das Theater der Fall war. Filmpolitisch gilt sein Engagement vor allem dem Kino als kultureller Praxis, die er im Gespräch mit Tacita Dean mediengeschichtlich begründet: „Das Geschenk des Kinos an die Gesellschaft ist der Zwang zur Wahrnehmung.“ Er war Gastredakteur des Themenhefts Die Zukunft der Filmfestivals   der Filmzeitschrift Schnitt. Auf dem Onlineportal Filmdienst veröffentlicht er regelmäßig Beiträge. Gass ist Mitherausgeber der Bände Provokation der Wirklichkeit. Das Oberhausener Manifest und die Folgen (2012) und after youtube. Gespräche, Portraits, Texte zum Musikvideo nach dem Internet (2018) sowie Autor des Buches Film und Kunst nach dem Kino (2012), „eine Streitschrift gegen die Auflösung des Kinos in die multimediale Konsumwelt“, das auf positive Kritik stieß. 2017 erschien eine aktualisierte und erweiterte Neuausgabe des Buches. Eine englischsprachige Ausgabe erschien 2019. Ebenfalls 2019 erschien Filmgeschichte als Kinogeschichte. Eine kleine Theorie des Kinos. 2021 erschien seine Studie über den Filmemacher Hellmuth Costard. In dem Buch Objektverlust, das 2025 erschien, diagnostiziert er eine Entmaterialisierung des Gegenwartskinos: „Die Bedeutung, die der Film in der bürgerlichen Epoche hatte, dient Gass als Maßstab, um die Schwundformen, die im Gegenwartskino zu besichtigen sind, zu konturieren.“
Wegen der Corona-Pandemie verlegte er 2020 die Kurzfilmtage Oberhausen ins Internet und organisierte die erste rein digitale Ausgabe eines Filmfestivals in Deutschland. 2025 gab er die Festivalleitung ab.
Von 2002 bis 2007 war Gass Mitglied der Jury des Deutschen Kurzfilmpreises in den Kategorien Animations- und Dokumentarfilm, 2009 Mitglied der Berlinale Shorts Jury, von 2011 bis 2013 Mitglied des Künstlerischen Beirats der Emscherkunst. Im Februar 2019 wurde er für ein Jahr Vorstandsmitglied im Bundesverband kommunale Filmarbeit. Er ist Initiator der AG Kurzfilm sowie der Arbeitsgemeinschaft der Filmfestivals in Deutschland.
2024 erhielt er die Ernst-Cramer-Medaille der Deutsch-Israelischen Gesellschaft „für seine Zivilcourage, seinen Anstand und für sein Rückgrat angesichts des antisemitischen Ressentiments“. Die Nobelpreisträgerin Herta Müller schrieb in einem Essay: „Lars Henrik Gass sagt ganz richtig, man erlebe zurzeit eine Regression in der politischen Auseinandersetzung. Statt politischen Denkens herrsche ein esoterisches Verständnis von Politik. Dahinter stehe die Sehnsucht nach Widerspruchsfreiheit und Konformitätsdruck. Auch in der Kunstszene ist eine Differenzierung zwischen dem Eintreten für das Existenzrecht Israels und der gleichzeitigen Kritik an seiner Regierung unmöglich geworden.“
Seit Februar 2025 ist er in Stuttgart Gründungsdirektor des in Planung befindlichen „Haus für Film und Medien“.

## Ehrungen und Auszeichnungen
- 1981: Preisträger der Kultusministerin Rheinland-Pfalz für besonderes schulisches Engagement
- 2014: Ehrenpreis von Interfilm und Signis[16]
- 2024: Ernst-Cramer-Medaille der Deutsch-Israelischen Gesellschaft[17]

## Buchveröffentlichungen
- Das ortlose Kino. Über Marguerite Duras. Schnitt Filmverlag, Bochum 2001, ISBN 3-9806313-3-8.
- mit Ralph Eue (Hrsg.): Provokation der Wirklichkeit. Das Oberhausener Manifest und die Folgen. Edition text + kritik, München 2012, ISBN 978-3-86916-182-2.
- Film und Kunst nach dem Kino. Philo Fine Arts, Hamburg 2012, ISBN 978-3-86572-684-1.
  - Film und Kunst nach dem Kino. Strzelecki Books, Köln 2017, ISBN 978-3-946770-17-6.
  - Film and Art After Cinema. Übers. Laura Walde. Multimedijalni institut, Zagreb 2019, ISBN 978-953-7372-47-7.
- mit Christian Höller, Jessica Manstetten (Hrsg.): after youtube. Gespräche, Portraits, Texte zum Musikvideo nach dem Internet. Strzelecki Books, Köln 2018, ISBN 978-3-946770-27-5.
- Filmgeschichte als Kinogeschichte. Eine kleine Theorie des Kinos. Spector Books, Leipzig 2019, ISBN 978-3-95905-285-6.
- Hrsg.: Hellmuth Costard: Das Wirkliche war zum Modell geworden. Brinkmann & Bose, Berlin 2021, ISBN 978-3-940048-40-0.
- Objektverlust. Film in der narzisstischen Gesellschaft. XS-Verlag, Berlin 2025, ISBN 978-3-94450-327-1.